# Giovanni Zucchi (calciatore)
Giovanni Oliviero Luigi Zucchi (Genova, 22 aprile 1904 – Genova, 8 maggio 1985) è stato un calciatore italiano, di ruolo centrocampista.

## Carriera
Esordisce con il Veloci Embriaci di Genova nella Terza Divisione 1922-1923 con cui vince il proprio girone in Liguria ed accede agli spareggi promozione, in cui supera l'Entella Chiavari ottenendo la promozione in categoria superiore.
Nel 1923 è ingaggiato dalla Pistoiese, club nel quale militerà sino al 1928. Con gli arancioni vince il campionato toscano della Terza Divisione 1923-1924, ottenendo la promozione in Seconda Divisione 1924-1925. Nella prima stagione in cadetteria il club toscano ottiene il quinto posto del girone C, come in quella seguente mentre nella stagione 1926-1927 il suo club ottiene il terzo posto. Nella Prima Divisione 1927-1928 Zucchi ed i suoi giungono secondi nel Girone finale dopo aver perso lo spareggio con l'Atalanta ma ottengono comunque la promozione in massima serie.
Nell'estate 1928 Zucchi è ingaggiato dal Genova 1893 con cui esordisce il 10 febbraio 1929 nel pareggio a reti bianche con la Fiumana. Con i rossoblu ottiene il quarto posto del girone B e l'accesso alla Coppa dell'Europa Centrale 1929.
La stagione seguente, nella neonata Serie A, gioca con il Modena, club con cui esordisce il 6 ottobre 1929 nella vittoria esterna dei canarini sul Padova per 3-1. Con i modenesi ottiene il dodicesimo posto finale.
Nel 1931 passa all'Andrea Doria in terza serie, con cui ottiene il quinto posto nel girone D nelle stagioni 1931-1932 e 1932-1933.

## Palmarès

### Competizioni nazionali
- Campionato italiano di terza divisione: 2

Veloci Embriaci: 1922-1923
Pistoiese: 1923-1924